# Garson Kanin
Garson Kanin (Rochester, 24 de novembre de 1912 - Nova York, 13 de març de 1999) va ser un escriptor i guionista estatunidenc, director de teatre i pel·lícules.

## Carrera escènica
Garson Kanin va començar la seva carrera en el món de l'espectacle com a músic de jazz, còmic burlesc i actor. Es va graduar a l'American Academy of Dramatic Arts de la ciutat de Nova York i va fer el seu debut a Broadway amb Little Ol' Boy (1933). El 1935, Kanin va participar en una obra de teatre de George Abbott i aviat es va convertir en l'assistent d'aquest. Kanin va debutar a Broadway com a director l'any 1936, als 24 anys, amb Hitch Your Wagon.
El 1945, Kanin va dirigir Spencer Tracy a la primera obra de Tracy en 15 anys. Tracy havia passat personalment una temporada fosca, que va culminar amb una estada a l'hospital, i Katharine Hepburn va sentir que una obra l'ajudaria a recuperar-se. Tracy va dir a un periodista a l'abril: "Tornaré a Broadway per veure si encara puc actuar". L'obra va ser The Rugged Path de Robert E. Sherwood, que es va estrenar per primera vegada a Providence a Rhode Island, el 28 de setembre, davant d'un públic exhaurit i una resposta tèbia
The Rugged Path va ser una producció difícil, i Kanin va escriure més tard: "En els deu dies anteriors a l'estrena de Nova York, totes les relacions importants s'havien deteriorat. Spencer estava tens i inflexible, no podia o no volia prendre direcció". Tracy es va plantejar abandonar l'actuació fins i tot abans d'anar a Broadway, i va durar només sis setmanes abans d'anunciar la seva intenció de tancar l'espectacle. Va acabar el 19 de gener de 1946, després de 81 funcions. Més tard, Tracy va explicar a un amic: "No podria dir aquestes maleïdes línies una i una altra i una altra vegada cada nit... Almenys cada dia és un nou dia per a mi a les pel·lícules... Però aquesta cosa, cada dia, cada dia, una vegada i una altra."
L'obra de Kanin, Born Yesterday, de 1946, que també va dirigir, va tenir 1.642 funcions. Després de l'esborrany lliurat pel guionista acreditat, Albert Mannheimer va resultar inviable, Harry Cohn va incorporar Kanin per adaptar la seva obra al guió utilitzat per rodar l'adaptació cinematogràfica de 1950. El seu altre treball escènic inclou dirigir The Diary of Anne Frank (1955), que va tenir 717 representacions, i el musical Funny Girl (1964), que va tenir 1.348 representacions. Kanin va escriure i dirigir la seva darrera obra, Peccadillo, el 1985, el mateix any que va ser inclòs al American Theatre Hall of Fame.

## Carrera cinematogràfica
La seva primera pel·lícula com a director va ser A Man to Remember (1938), que The New York Times va considerar una de les 10 millors pel·lícules de 1938. Kanin tenia 26 anys en aquell moment. Els seus altres crèdits de direcció inclouen Un gran home (1939), La meva dona favorita (1940), Sabien què volien (1940) i Tom, Dick i Harry (1941).
La carrera de Kanin a Hollywood va ser interrompuda per la Segona Guerra Mundial. Va servir a l'exèrcit dels Estats Units de 1941 a 1945. Durant aquest temps, Kanin i Carol Reed van codirigir el registre oficial del general Dwight D. Eisenhower de la invasió aliada, el documental The True Glory (1945), guanyador de l'Acadèmia. Durant aquest temps, va començar a escriure la que seria considerada per molts com la seva obra més gran, Born Yesterday .
Els guions més recordats de Kanin, però, van ser escrits en col·laboració amb la seva dona, l'actriu Ruth Gordon, amb qui es va casar el 1942. Junts, van escriure molts guions, inclosos sis que van ser dirigits per George Cukor. Aquestes incloïen les comèdies cinematogràfiques de Spencer Tracy i Katharine Hepburn Adam's Rib (1949) i La Pat i en Mike (1952), així com A Double Life (1947), protagonitzada per Ronald Colman.

## Carrera televisiva
Entre els anys 50 i 80, Kanin va adaptar diverses de les seves històries i obres de teatre per a la televisió, sobretot Mr. Broadway (1964) i Moviola (1980).
La novel·la més venuda de Kanin Smash (1980), sobre la prova d'una comèdia musical abans de Broadway, es va inspirar en la seva experiència dirigint el musical Funny Girl de 1964 i es va adaptar a la sèrie de televisió Smash de 2012.

## Vida personal
Kanin va estar casat amb la seva col·laboradora freqüent, l'actriu guanyadora de l'Acadèmia Ruth Gordon des de 1942 fins a la seva mort el 1985. El 1990 es va casar amb l'actriu d'escena Marian Seldes. Kanin va morir el 1999, als 86 anys, per causes no revelades.

### Novel·les
- Do Re Mi (1955)
- Blow Up a Storm (1959)
- The Rat Race (1960) (Novel·lització de la seva obra de teatre)
- Where It's At (1969)
- A Thousand Summers (1974)
- One Hell of an Actor (1977)
- Moviola (1979)
- Smash (1980)
- Cordelia (1982)

### Relats curts
- Cast of Characters: Stories of Hollywood (1969)

### Obres de teatre
- Born Yesterday (1946)
- The Smile of the World (1949)
- The Rat Race (1950)
- The Live Wire (1951)
- A Gift of Time (1962)
- Come on Strong (1963)
- Speak The Speech (1980)
- Dreyfus In Rehearsal (1983)
- Peccadillo (1990)

### No Ficció
- Remembering Mr. Maugham (1966) with an introduction by Noël Coward.
- Tracy and Hepburn: An Intimate Memoir (1971) New York: Viking
- Hollywood: Stars and Starlets, Tycoons, Moviemakers, Frauds, Hopefuls, Great Lovers (1974). New York: Viking.
- It Takes a Long Time to Become Young (1978). New York: Berkley
- Together Again!: Stories of the Great Hollywood Teams (1981)

### Musicals
- Fledermaus
- Do Re Mi

## Filmografia

### Guionista
- 1939: Un gran home (The Great Man Votes)
- 1939: Mare per força (Bachelor Mother)
- 1940: La meva dona favorita (My Favorite Wife)
- 1943: The More the Merrier
- 1946: D'avui en endavant (From This Day Forward)
- 1947: A Double Life
- 1949: Adam's Rib
- 1950: Nascuda ahir (Born Yesterday)
- 1952: The Marrying Kind
- 1952: La Pat i en Mike (Pat and Mike)
- 1954: It Should Happen to You!
- 1966: Walk, Don't Run
- 1969: Què cal fer (Where It's At)
- 1969: Una mena de guillat (Some Kind of a Nut)
- 1973: Adam's Rib (sèrie TV)
- 1980: Hardhat and Legs (TV)

### Director
- 1938: A Man to Remember
- 1938: Next Time I Marry
- 1939: Un gran home (The Great Man Votes)
- 1939: Mare per força (Bachelor Mother)
- 1940: La meva dona favorita (My Favorite Wife)
- 1940: Sabien què volien (They Knew What They Wanted)
- 1941: Tom, Dick i Harry (Tom Dick and Harry)
- 1942: Fellow Americans
- 1942: Ring of Steel
- 1944: Night Stripes
- 1944: Salute to France
- 1945: The True Glory
- 1969: Què cal fer (Where It's At)
- 1969: Una mena de guillat (Some Kind of a Nut)